# Nivillac
Nivillac (en bretó Nivilieg) és un municipi francès, situat a la regió de Bretanya, al departament d'Ar Mor-Bihan. L'any 2006 tenia 3.618 habitants.

## Demografia
| 1962                                       | 1968  | 1975  | 1982  | 1990  | 1999  |
| ------------------------------------------ | ----- | ----- | ----- | ----- | ----- |
| 2.775                                      | 2.727 | 2.661 | 3.103 | 3.101 | 3.192 |
| Des de 1962: població sense dobles comptes |       |       |       |       |       |

## Administració
| Període   | Identitat                          | Partit |
| --------- | ---------------------------------- | ------ |
| 1896-1933 | Paul Vigneron de la Jousselandière |        |
| 1933-1945 | Michel Denaire                     |        |
| 1945      | Jean Guillo                        |        |
| 1945-1971 | Louis Picaud                       |        |
| 1971-1977 | Joseph Danot                       |        |
| 1977-     | Jean Thomas                        | UMP    |